# Richard Aylett Buckner
Richard Aylett Buckner (* 16. Juli 1763 im Fauquier County, Colony of Virginia; † 18. Dezember 1847 in Greensburg, Kentucky) war ein US-amerikanischer Politiker. Zwischen 1823 und 1829 vertrat er den Bundesstaat Kentucky im US-Repräsentantenhaus.

## Werdegang
Richard Buckner genoss eine gute Grundschulausbildung. Im Jahr 1803 kam er in das Green County in Kentucky, wo er unter anderem als Lehrer beschäftigt war. Nach einem Jurastudium und seiner 1811 erfolgten Zulassung als Rechtsanwalt begann er in Greensburg in diesem Beruf zu arbeiten. Außerdem wurde er Staatsanwalt im Green County. Politisch war Buckner Mitglied der Demokratisch-Republikanischen Partei. In den Jahren 1813 und 1815 saß er als Abgeordneter im Repräsentantenhaus von Kentucky. Später schloss er sich der Bewegung um John Quincy Adams und Henry Clay an, die in Opposition zu Andrew Jackson und dessen 1828 gegründeter Demokratischer Partei stand.
Bei den Kongresswahlen des Jahres 1822 wurde Buckner im achten Wahlbezirk von Kentucky in das US-Repräsentantenhaus in Washington, D.C. gewählt, wo er am 4. März 1823 die Nachfolge von James D. Breckinridge antrat. Nach zwei Wiederwahlen konnte er bis zum 3. März 1829 drei Legislaturperioden im Kongress absolvieren. Diese waren von den heftigen Diskussionen zwischen den Anhängern seiner Partei und denen von Andrew Jackson überschattet. Ab 1825 war Buckner Vorsitzender des Ausschusses, der sich mit privaten Landansprüchen befasste.
Bei den Wahlen des Jahres 1828 unterlag Buckner dem Demokraten Nathan Gaither. Im Dezember 1831 wurde er zum Berufungsrichter am Kentucky Court of Appeals ernannt; dieses Amt gab er aber schon nach kurzer Zeit wieder auf. Im Jahr 1832 bewarb er sich erfolglos um das Amt des Gouverneurs von Kentucky. Zwischen 1837 und 1839 war Buckner erneut Abgeordneter im Staatsparlament. In dieser Zeit wandte er sich der Whig Party zu. In den Jahren 1836 und 1840 gehörte er zu deren Wahlmännern bei den Präsidentschaftswahlen, die jeweils für William Henry Harrison stimmten. Von 1845 bis zu seinem Tod im Jahr 1847 war Buckner als Richter tätig.
Richard Buckner war der Vater von Aylette Buckner (1806–1869), der zwischen 1847 und 1849 ebenfalls den Staat Kentucky im Kongress vertrat.